# Daniel Račić
Daniel Račić (serbisch-kyrillisch Данијел Рачић; * 19. September 1997 in Bruck an der Mur) ist ein österreichisch-serbischer Fußballspieler.

## Karriere
Račić begann seine Karriere bei ATUS Langenwang. Zur Saison 2011/12 wechselte er in die Akademie der Kapfenberger SV und schaffte 2012/13 den Sprung in die zweite Mannschaft, für die er in dieser Saison unter anderem zwei Spiele im Steirer Cup absolvierte. Zur Saison 2013/14 wechselte er zum SVA Kindberg, dessen siebtklassige Zweitmannschaft zu jenem Zeitpunkt eine Spielgemeinschaft mit der vierten Mannschaft der KSV hatte. Für Kindberg II kam er zu 19 Einsätzen in der Gebietsliga. Zur Saison 2014/15 kehrte er zu Kapfenberg zurück, wo er fortan für die dritte Mannschaft, den ASC Rapid Kapfenberg, in der fünftklassigen Oberliga zum Einsatz kam. In der fünfthöchsten Spielklasse absolvierte er 22 Spiele für die Drittmannschaft.
Zur Saison 2015/16 rückte er in den Kader der Amateure der KSV und erhielt um seinen 18. Geburtstag die österreichische Staatsbürgerschaft. Sein Debüt in der viertklassigen Landesliga gab er im Juli 2015 gegen den FC Zeltweg. Im November 2015 stand er gegen den SV Austria Salzburg erstmals im Profikader der Steirer. Sein Debüt in der zweiten Liga gab er im Februar 2016, als er am 20. Spieltag der Saison 2015/16 gegen den SC Austria Lustenau in der Nachspielzeit für Markus Farnleitner eingewechselt wurde. Im April 2016 erzielte er bei einem 4:1-Sieg gegen den SK Austria Klagenfurt sein erstes Tor in der zweithöchsten Spielklasse. Bis Saisonende kam er zu zwölf Zweitligaeinsätzen, zudem kam er zu 19 Einsätzen für die Amateure in der Landesliga.
In der darauffolgenden Spielzeit 2016/17 spielte Račić kaum eine Rolle bei den Profis und kam nur zu zwei Einsätzen. Für die Amateure absolvierte er in jener Saison 25 Viertligamatches. Nachdem er in der Hinrunde der Saison 2017/18 ebenfalls keine Rolle gespielt hatte, konnte er sich in der Rückrunde als Stammspieler etablieren und kam bis Saisonende zu 15 Einsätzen, in denen er zwei Tore erzielte. Zudem kam er zu zehn Spielen für die Amateure, aus denen er zu Saisonende jedoch aus der Landesliga abstieg.
In der Saison 2018/19 verlor er seinen Stammplatz bei den Steirern wieder und kam zu 17 Einsätzen in der zweiten Liga, zudem absolvierte er für die Amateure in der Oberliga sieben Spiele. In der Spielzeit 2019/20 kam er bis zur durch die COVID-19-Pandemie bedingten Saisonunterbrechung zu sieben Einsätzen. Nach dem Restart gehörte er nicht einmal mehr dem Kader der Steirer an. Daraufhin wechselte er zur Saison 2020/21 zum Regionalligisten WSC Hertha Wels. In zweieinhalb Jahren kam er zu 30 Einsätzen in der Regionalliga. Im Jänner 2023 schloss er sich der viertklassigen Union Ostermiething an.
Dort kam er jedoch nur in einer Reihe von Freundschaftsspielen in der Winterpause zum Einsatz und verließ den Verein gleich darauf wieder. Ab Sommer 2023 war er Teammanager beim DSV Leoben, den er jedoch in der Winterpause 2024/25 verließ. Seitdem ist er als Teamkoordinator bei der Kapfenberger SV beschäftigt und tritt nebenbei als Fußballspieler für seinen Heimatverein, den ATUS Langenwang, in Erscheinung.